# Черничко, Степан Степанович
Степан Степанович Черничко (род. 14 января 1973 или 1973, Чоп, Закарпатская область) — украинский филолог. Ректор Закарпатского венгерского института (с 2020 года). Доктор филологических наук (2017), профессор (2018); иностранный член Академии наук Венгрии по отделению языкознания и литературоведения (с 2022 года).

## Биография
Родился 14 января 1973 года в городе Чоп Закарпатской области. Учился в местной средней школе № 2. Окончил Ужгородский государственный университет по направлению «филология» (1995). Трудовую деятельность начал учителем в школе села Серное Мукачевского района.
В 1997 году стал преподавателем недавно созданного в Берегово Закарпатского педагогического венгерского института (в 2003 году вуз был переименован в Закарпатский венгерский институт имени Ференца Ракоци II). С 2001 по 2014 год занимал должность проректора, после чего стал заведующим Научно-исследовательского центра в области языкознания имени Тиводора Легоцки, действующего при Закарпатском венгерском институте.
В 2001 году стал доктором философии (PhD) в области языкознания. В 2009 году защитил кандидатскую диссертацию, а в 2017 году — докторскую. В 2012 году получил квалификацию хабилитированного доктора в области языкознания. С 2014 — доцент кафедры филологии Закарпатского венгерского института, а с 2018 год — профессор.
В 2020 году, после ухода Ильдико Орос с поста ректора Закарпатского венгерского института, был назначен на вакантную должность.

## Общественная деятельность
На местных выборах 2020 года баллотировался в Закарпатский областной совет от Партии венгров Украины.
В 2017 Служба безопасности Украины вручила директору НИИ имени Тиводора Легоцки Степану Черничко предостережение о недопустимости антиукраинской деятельности.

## Награды и звания
- Офицерский Крест ордена «За заслуги» (2021, Венгрия)[9]